# Palazzi di Crema
I palazzi di interesse storico, artistico e monumentale di Crema, ad uso residenziale o pubblico (non luoghi di culto), sono numerosi e quelli più vicini al centro di fondazione spesso inglobano parti di costruzioni precedenti, frutto di adattamenti a causa dell'esiguità di spazi.
Quelli più antichi risalgono al XV secolo, il più delle volte affacciati su una via pubblica, ma non mancano casi di collocazioni più interne alle quali si accede percorrendo un vicolo. 
Si riporta la lista dei più importanti palazzi di Crema divisi per secolo, in ordine alfabetico

## XV secolo

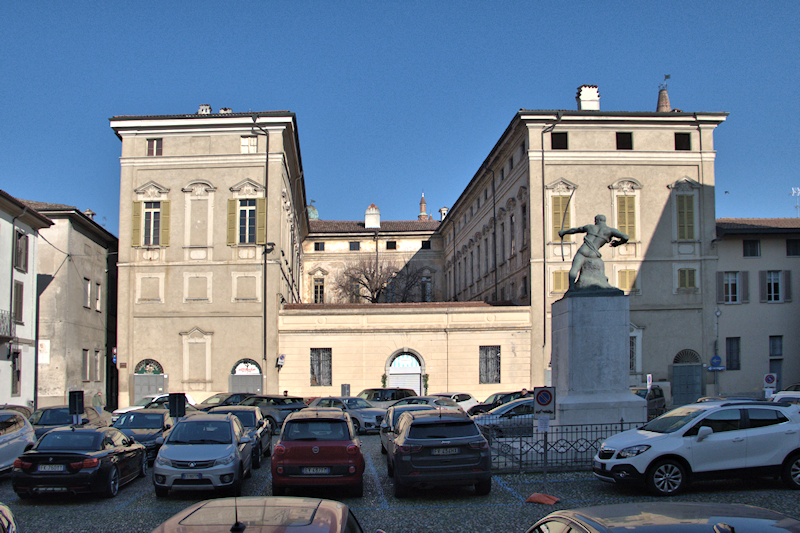
Palazzo Donati De' Conti, giaò Benzoni, Scotti, Martini.

- Palazzo Arrigoni Albergoni (già Benvenuti, Monticelli), via Camillo Benso conte di Cavour. Con successivi accorpamenti e rifacimenti fino al XVIII secolo;
- Palazzo Barbàra (già Vimercati, Zurla), via Civerchi. Con parziale rifacimento nel XVIII secolo;
- Ex Casa Bonzi (già Fogaroli, Sangiovanni Toffetti, Galimberti), via Alemanio Fino;
- Palazzo Donati De’ Conti (già Benzoni, Bernardi, Vailati), via Alemanio Fino. Con interventi successivi.
- Palazzo Donati De’ Conti (già Benzoni, Scotti, Martini), vicolo Marazzi. Con ampliamento nel XVIII secolo;
- Fondazione Benefattori Cremaschi (già Ospedale Maggiore), via John Fitzgerald Kennedy;
- Ex Casa Genzini (già Zurla, Valenti), via Frecavalli. Con accorpamento successivo e riordino nel XIX secolo;
- Palazzo Marazzi (già Vimercati, Griffoni Sant’Angelo, Scotti), vicolo Marazzi. Con interventi nel XIX secolo;
- Palazzo Marazzi (già Clavelli), via Giacomo Matteotti. Con parziale rifacimento sei-settencentesco;
- Casa Olmo, via XX Settembre;
- Ex Palazzo della Provincia (già Vimercati e, forse, Colleoni), via Giacomo Matteotti. Con parziale rifacimento nel XVIII secolo;
- Palazzo Venturelli (già Benzoni), via Borgo San Pietro. Con rifacimenti successivi;
- Casa Viviani (già Monteslini, Donati), via Frecavalli.

## XVI secolo
- Palazzo Comunale, piazza Duomo;

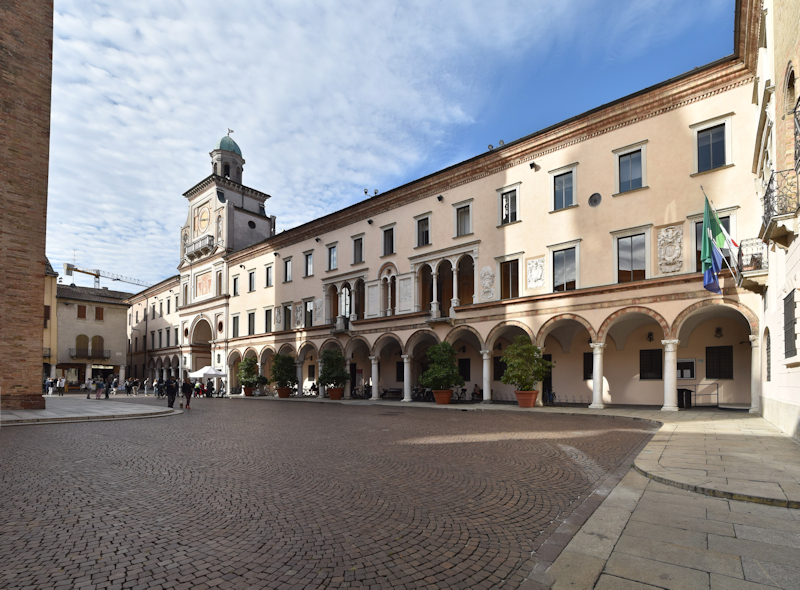
Palazzo comunale.

- Casa Ferri (già Monteslini), via Frecavalli;
- Ex Palazzo Inam (già Benzoni, Vimercati), piazza Premoli. Con facciata rifatta nel XIX e XX secolo;
- Ex Palazzo del Monte di Pietà, via Giuseppe Verdi;
- Ex casa Pirotta (già Gambazocca), via Civerchi. Con rifacimenti nel XVI o XVII secolo;
- Palazzo Pretorio, piazza Duomo;
- Palazzo Vescovile (già Palazzo della Notaria), piazza Duomo;
- Palazzo Vimercati Sanseverino, via Benzoni;
- Ex Palazzo Terni, via Bartolino Terni;
- Casa Vanoli (gà alfieri), Via Giuseppe Mazzini;
- Palazzo Zurla De Poli, via Tadini;

## XVII secolo

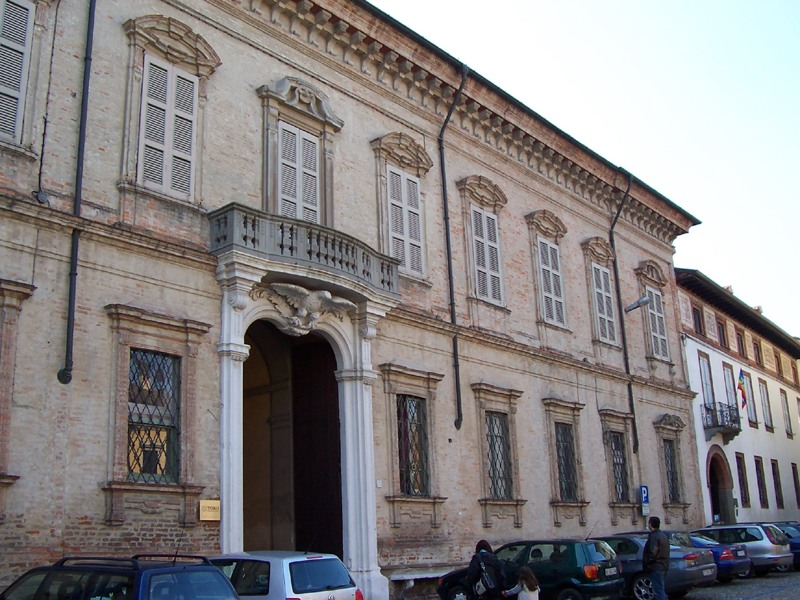
Palazzo Pozzali, già Premoli.

- Casa Acerbi (fià Samarani), via Giacomo Matteotti;
- Casa Barnabò (già Vimercati), via Forte;
- Biblioteca civica (già palazzo Benzoni, Frecavalli, ospedale degli esposti e dei mendicanti, tribunale), via Civerchi;
- Centro diurno integrato della RSA "Camillo Lucchi" (già Palazzo Tadini), via Placido Zurla;
- Ex palazzo Bonzi, via XX Settembre;
- Casa Callori-Valdameri (già Marazzi, Moschetti, Zò, Griffini), via Frecavalli;
- Ex palazzo Clavelli, via Civerchi/Via Giuseppe Mazzini;
- Palazzo Crivelli (già Sangiovanni Toffetti, Schiavini), Piazzetta Caduti sul lavoro;
- Casa De Grazia (già Barbelli, Samarani, Donati), via Dante Alighieri;
- Palazzo Dolfin Compostella, via Giacomo Matteotti;
- Ex Casa Donarini (già Sangiovanni Toffetti, Severgnini), via Dante Alighieri;
- Palazzo Donati De' Conti (già Albergoni, Vimercati), via Vimercati;
- Palazzo Fadini (già Gambazozza, Zurla Albergoni,  Rosaglio), via Alemanio Fino;
- Palazzo Foglia (già Obizzi), via Ponte Furio;
- Ex Casa Guerrini (già Patrini, Maccabelli), Via Alemanio Fino.
- Palazzo Polenghi Duse (già Zurla, Rosaglio), via Giovanni Bottesini;
- Palazzo Pozzali (già Premoli), piazza Premoli;
- Casa Severgnini Maroli (già Della Noce Facchinetti, Testa, Donati De' Conti), Via Alemanio Fino;
- Palazzo Terni de' Gregorj (già Bondenti, Porta Puglia), via Dante Alighieri;
- Palazzo Tupone (già Tinti, Bondenti, Viola), via Civerchi.

## XVIII secolo

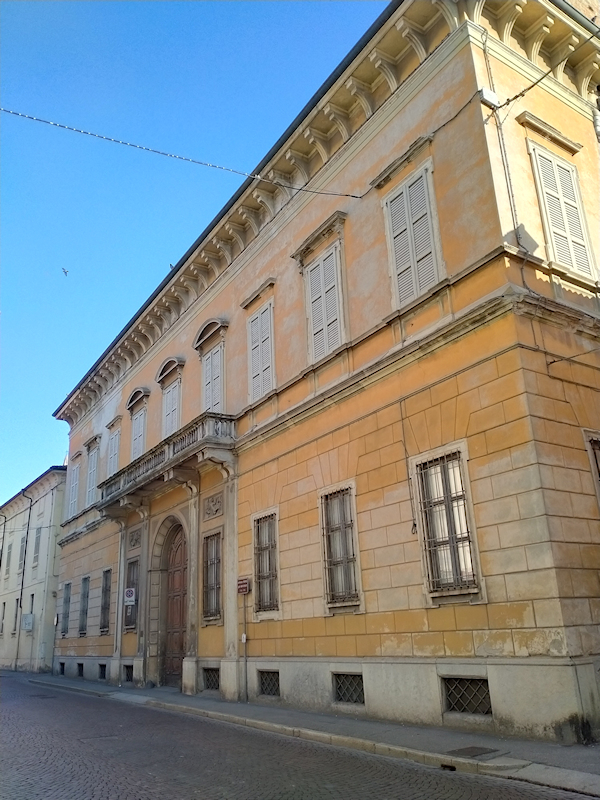
Archivio diocesano, già Palazzo Bonzi.

- Archivio diocesano (già Palazzo Bonzi), via Giacomo Matteotti. Con interventi nel XIX secolo.
- Palazzo Dossena (già Catella, Zanchi), Via Borgo San Pietro;
- Scuola secondaria di secondo grado “Giovanni Vailati” (già scuola dei Barnabiti, ginnasio), Piazza Aldo Moro;
- Ex Palazzo Folcioni, piazza Aldo Moro. Con rifacimento facciata nel 1934;
- Palazzo Parolari (già Marazzi, Bondenti, Pesadori), Via Giuseppe Verdi;
- Palazzo Torrisi (già Cassani, Zò, Zurla), Via Borgo San Pietro.

## XIX secolo

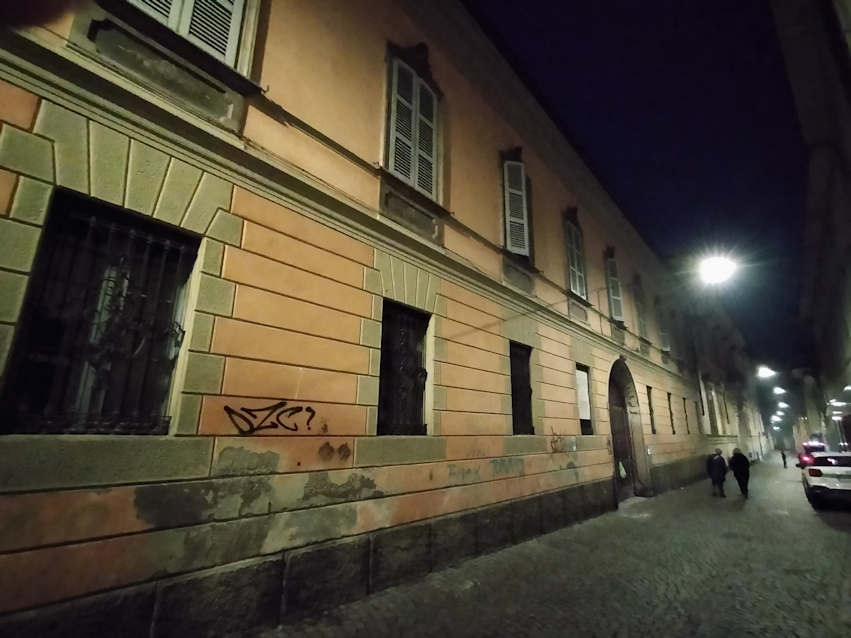
Palazzo ex Artigianelli, già Degrada.

- Ex scuola Artigianelli (già Degrada), via Civerchi;
- Casa Bianchessi (già Oldi), via Alemanio Fino;
- Casa Bianchessi (già Tensini, Sacchelli, Degrada), via Frecavalli;
- Palazzo Bisleri Vailati, via Giuseppe Mazzini;
- Casa Borsieri, via Frecavalli;
- Palazzo Freri Cappellazzi, via Giacomo Matteotti;
- Ex casa Razzini, via Frecavalli.

## XX secolo

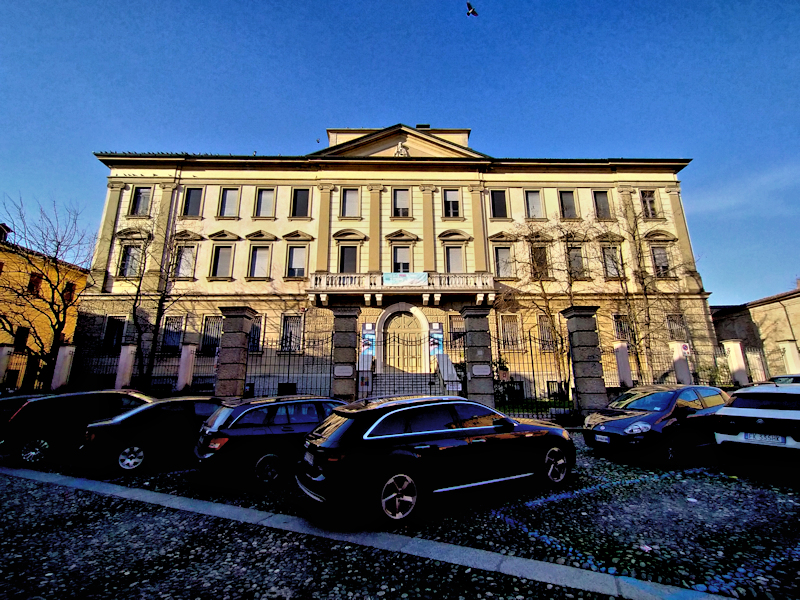
L'ex palazzo del seminario vescovile.

- Farmacia Bertolini (già Casa Cantoni, Gazzoletti), piazza Giuseppe Garibaldi;
- Ex Buona Stampa, via Giuseppe Mazzini;
- Ex seminario vescovile, via Dante Alighieri;
- Casa Tadini, via XX Settembre.